# Nephotettix
Nephotettix  (лат.) — род цикадок из отряда Полужесткокрылых (Chiasmini).

## Описание
Цикадки размером 4-6 мм. Умеренно стройные, слегка дорсовентрально уплощенные, с широкой дуговидно выступающей головой. Темя поперечное. В СССР 1 вид. У вида Nephotettix cincticeps (Uhler)  (Subba Rao, 1983) обнаружен в качестве паразита вид микроскопических наездников Mymar taprobanicum (Mymaridae).
- Nephotettix cincticeps (Uhler, 1896)
- Nephotettix nigropictus (Stål, 1870)
- Nephotettix virescens (Distant, 1908)